# Lago Morto
Il Lago Morto è uno specchio d'acqua della provincia di Treviso.

## Geografia
Si trova nella val Lapisina, la vallata che inizia a nord di Vittorio Veneto e si inserisce tra le Prealpi Bellunesi culminando nella sella di Fadalto, da cui si può raggiungere l'Alpago e la Valbelluna. Si trova a 276 m s.l.m. e raggiunge i 56 m di profondità.
Il lago è così chiamato perché non ha né immissari, né emissari, essendo probabilmente alimentato da bacini carsici sotterranei. Come il vicino lago di Santa Croce, situato in territorio bellunese, rappresenta un lago intravallivo, formatosi attraverso uno sbarramento alluvionale, morenico e di frana.
Assieme ai due laghi di Revine Lago, è uno dei maggiori della provincia.
Sulle sue rive settentrionali sorge il paese di Fadalto Basso, mentre a sud si trova Nove, entrambe frazioni di Vittorio Veneto. 
In passato la zona era servita dalla fermata di Nove, posta sulla linea Ponte nelle Alpi-Conegliano, la quale in origine venne denominata proprio "Lago Morto".
Il lago Morto alimenta le centrali idroelettriche di Nove.

## Orografia
Le immagini che seguono visualizzano l'inquadramento geografico e la rappresentazione del complesso sistema orografico sovrastante il Lago di Santa Croce - Lago Morto, ottenute mediante l'elaborazione di un Modello digitale di elevazione (DEM - Digital elevation model) del terreno, derivato dalla composizione di alcuni elementi della Carta Tecnica Regionale Numerica della Regione Veneto.

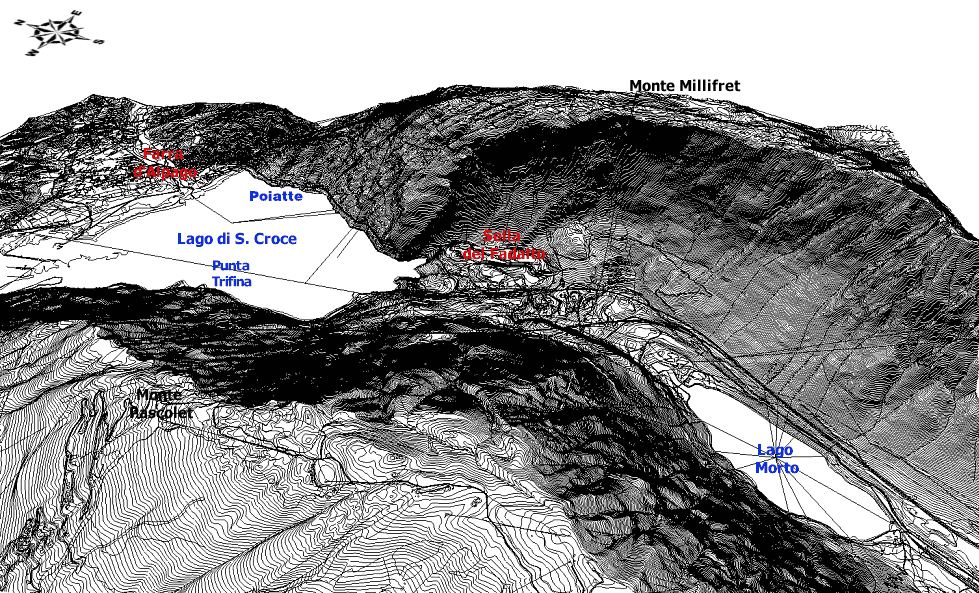
Orografia del sistema Lago di Santa Croce - Lago Morto visto da ovest
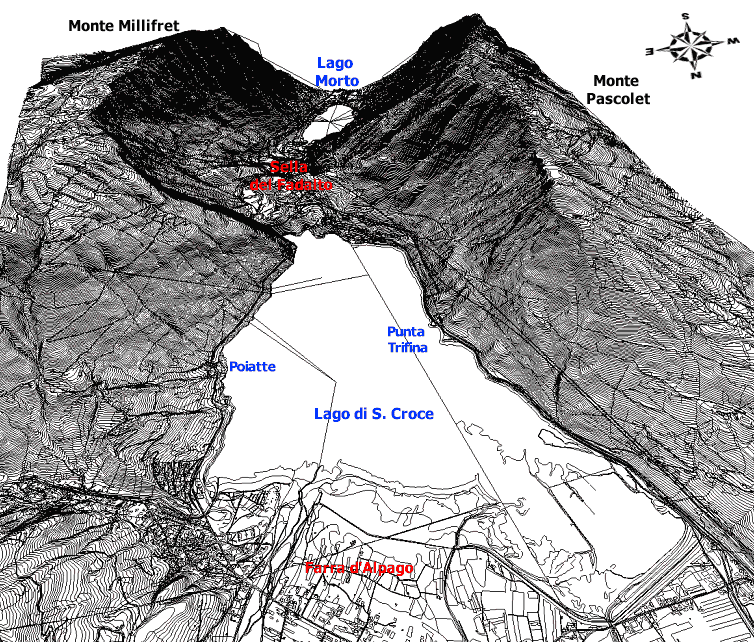
Orografia del sistema Lago di Santa Croce - Lago Morto visto da nord
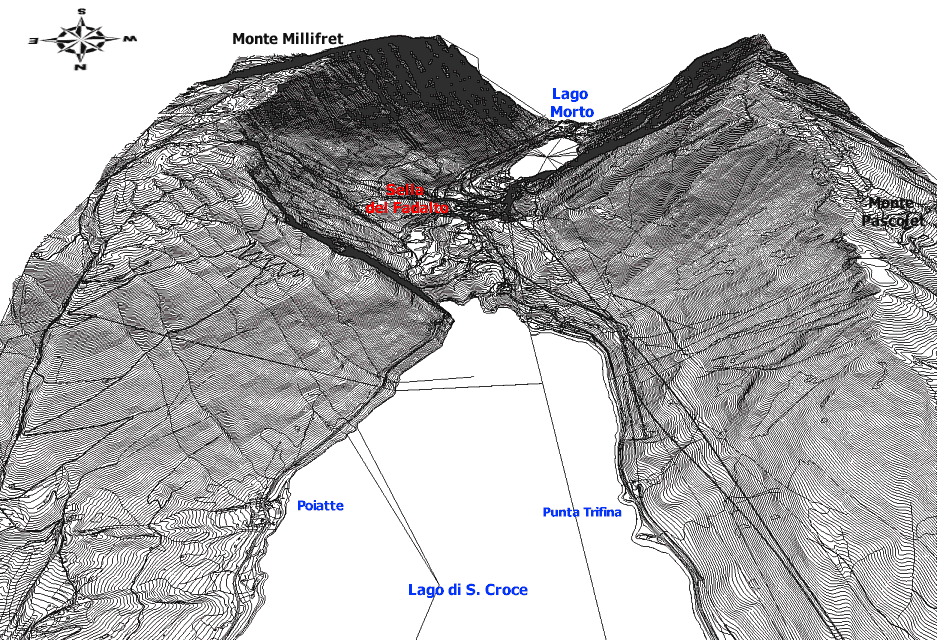
Orografia del sistema Lago di Santa Croce - Lago Morto visto da nord (dettaglio)
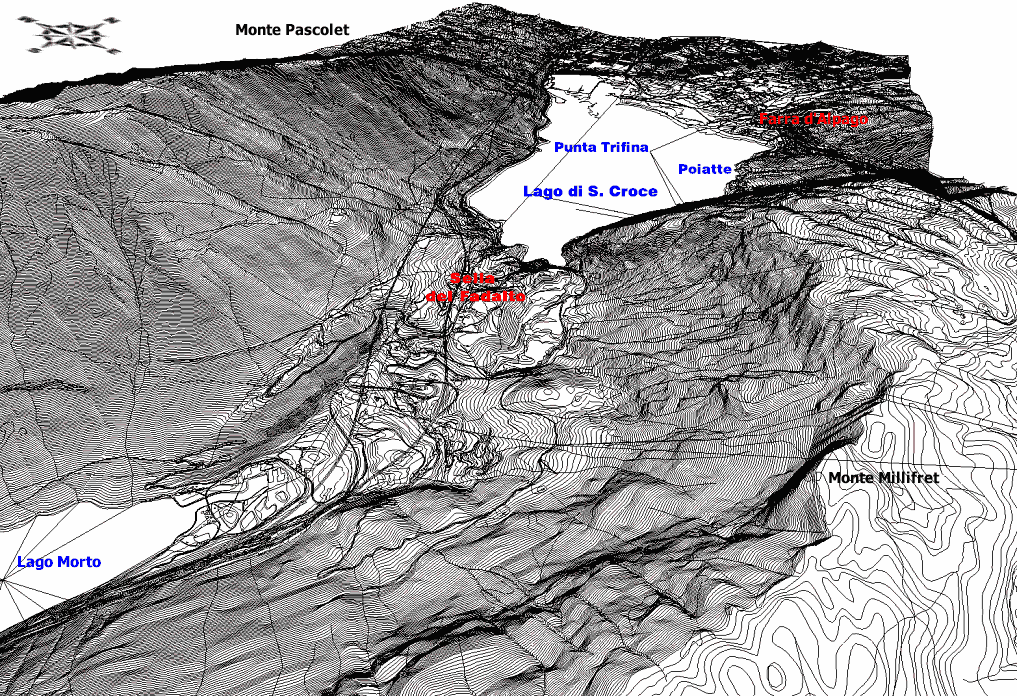
Orografia sistema Lago di Santa Croce - Lago Morto visto da sud-est
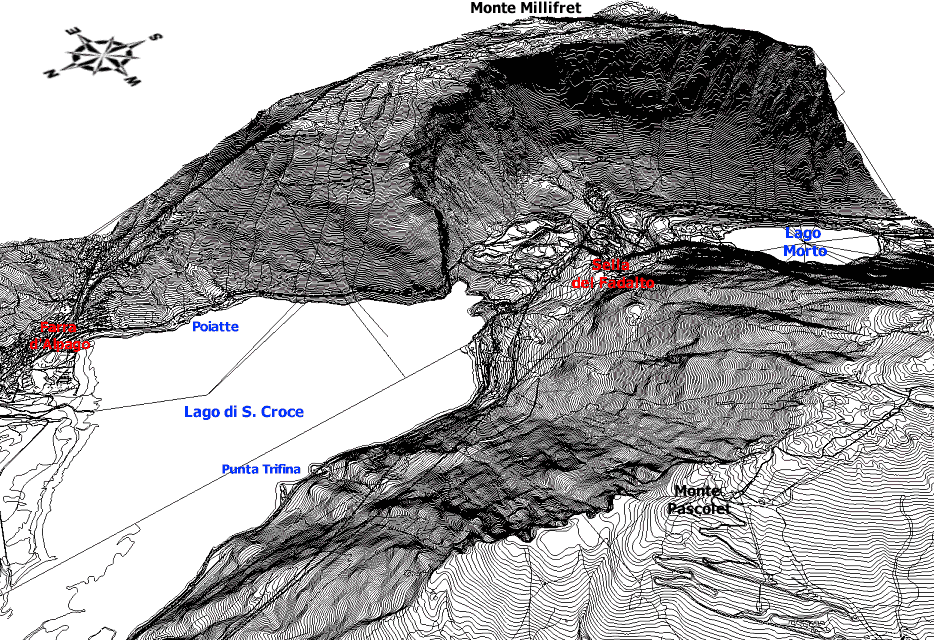
Orografia sistema Lago di Santa Croce - Lago Morto visto da nord-ovest
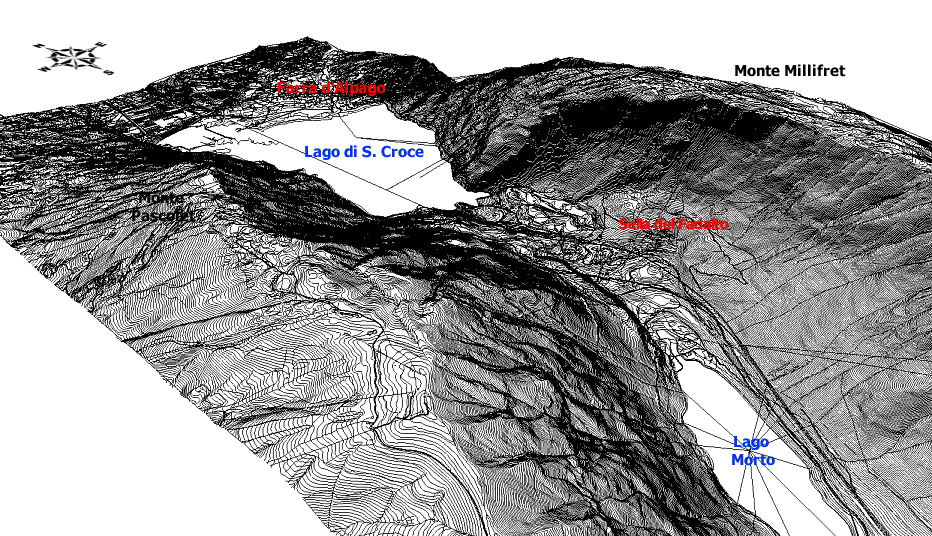
Orografia del sistema Lago di Santa Croce - Lago Morto visto da sud-ovest

## Ambiente
Il lago non è balneabile a causa dell’acqua molto fredda, il fondale profondo e la presenza di alcuni mulinelli formati dalla corrente. 
Ospita varie specie ittiche: cavedani, alborelle, coregoni, trote fario e iridee (immesse a scopi alieutici; il lago Morto è infatti riserva di pesca), lucci, tinche e carpe.